# Tollywood

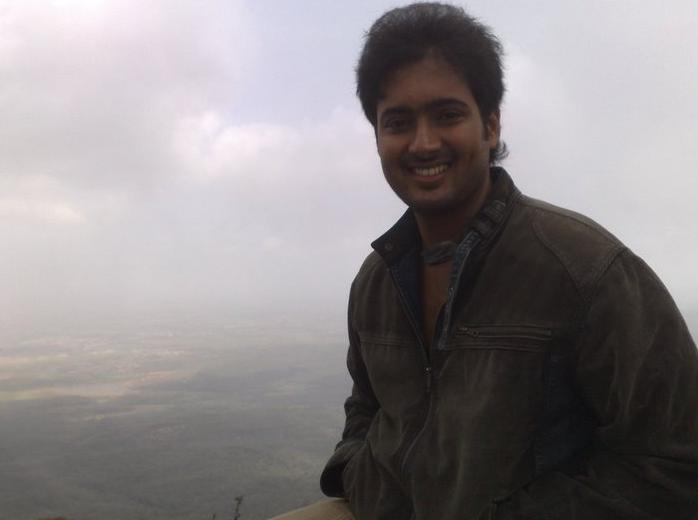
Uday Kiran – popularny aktor Tollywood

Tollywood (టాలీవుడ్) – indyjski przemysł filmowy w języku telugu. Nazwa pochodzi od połączenia nazw telugu i Hollywood. Pierwszym producentem produkującym filmy w tym języku był Raghupati Venkaiah, którego film Bhisma Prathigna w reżyserii R.S. Prakasha powstał w 1921 roku.
Szczególnie znanym w Polsce aktorem reprezentującym kinematografię Tollywood jest Mahesh Babu (Athadu, Pokiri).